# Puente giratorio

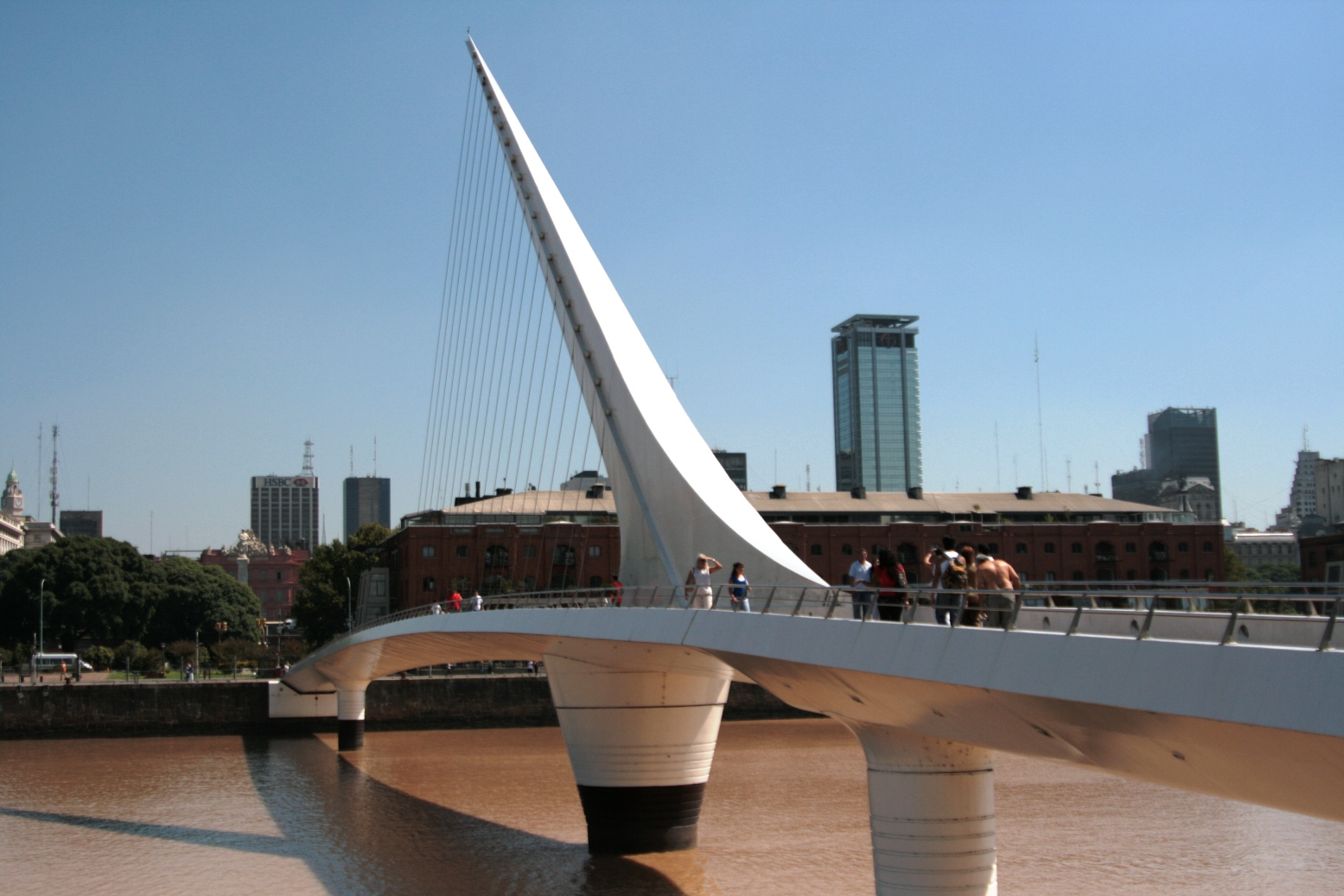
Puente de la Mujer, Buenos Aires, Argentina.

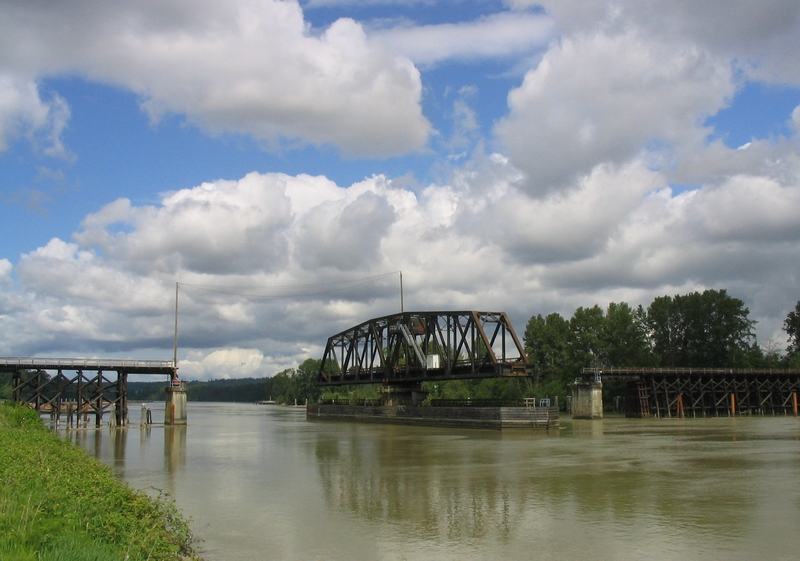
Puente giratorio destinado a trenes.

Un puente giratorio o puente de oscilación es un tipo de puente móvil, en el que uno de los extremos rota sobre su eje central para permitir el tráfico marítimo a ambos lados.
El puente El Ferdan, que cruza el canal de Suez cerca de Ismailia, Egipto, es el más largo del mundo, con una longitud de 340 metros.
El Puente de la Mujer en la ciudad argentina de Buenos Aires, única obra de Santiago Calatrava en Latinoamérica es un ejemplo de puente giratorio.
Este tipo de puentes abundaron en España, pero se ha prescindido de ellos poco a poco.
El puente de Carmelo, ubicado sobre el Arroyo de Las Vacas (Carmelo, Uruguay), fue el primer puente giratorio de Sudamérica. Su movimiento se realiza mediante tracción humana.